# Lionel Wigram (militare)
Lionel Wigram (Sheffield, 1907 – Pizzoferrato, 3 febbraio 1944) è stato un militare inglese.

## Biografia
Originario di Sheffield di professione avvocato e imprenditore di successo, con alle spalle una solida formazione scolastica (King Edward VII School di Sheffield e Oxford University).
Nel 1941 insegnò tattiche per fanteria nella scuola di guerra della 47ª Divisione della Territoriale da lui fondata, in seguito diventò istruttore della Scuola di guerra di Bernard Castle e fu autore del regolamento delle esercitazioni militari, poi adottato come manuale dalla stessa scuola. Nominato tenente colonnello, divenne comandante della Scuola del Quartier generale per l'addestramento degli istruttori.
Dopo essersi rifiutato di prestare lo stesso servizio per l'esercito indiano e canadese, Wigram scelse di partecipare alla Campagna d'Italia con la 36ª brigata e in Sicilia comandò ogni unità dal plotone al battaglione, finendo in carica allo 5° Buffs.
In seguito alla redazione di un rapporto nel quale aveva criticato duramente le operazioni militari degli alleati in Sicilia, nell'agosto 1943 fu convocato da Montgomery che, irritato, lo degradò a maggiore e lo destinò al fronte molisano.
Successivamente fu trasferito al comando inglese di Casoli con un limitato numero di soldati dove solidarizzò con Ettore Troilo, accettando la proposta da lui formulata - per la prima volta nel corso della campagna d'Italia - di formare un raggruppamento partigiano operante a fianco dell'8ª Armata britannica, il Corpo Volontari della Maiella, trovando in tale unione una applicazione concreta delle innovative tecniche di guerra teorizzate dallo stesso Wigram.
Quella proposta che prima dell'arrivo di Wigram a Casoli era sempre stata rifiutata dagli ufficiali inglesi.
La forza armata congiunta delle truppe italiane e britanniche fu denominata "Wigforce".
Colpito a morte durante un cruento attacco condotto dalla Wigforce a Pizzoferrato, il 3 febbraio 1944, il suo corpo oggi riposa nel Cimitero di guerra anglo-canadese del fiume Moro (Ortona).